# Angelo Questa
Angelo Questa (Gènova, 26 de juny de 1901 - Roma, 22 de març de 1960) fou un director d'orquestra italià.
Va estudiar direcció orquestral sota la direcció de Luigi Mancinelli al Conservatori de la seva ciutat natal. Debutà a Gènova el 1920. Arturo Toscanini, que va apreciar les seves excel·lents condicions, el va portar amb ell a la Scala de Milà. A La Scala va conèixer la mezzosoprano argentina Luisa Bertana, que es convertiria en la seva esposa. Va ser director musical del Teatre Carlo Felice de Gènova. Director titular del Teatre de l'Òpera de Roma, va dirigir temporades líriques italianes en els més famosos teatres lírics de tot el món. Foren constants les seves actuacions a Sud-amèrica.
Durant deu anys, va inaugurar la temporada al Gran Teatre del Liceu de Barcelona. Era oncle del també director Giorgio Questa.